# Seeing Green
Seeing Green è un singolo della rapper trinidadiana Nicki Minaj, del rapper americano-canadese Drake e del rapper statunitense Lil Wayne, pubblicato il 14 maggio 2021 come primo estratto dalla ristampa del terzo mixtape di Nicki Minaj Beam Me Up Scotty.

## Descrizione
Il brano è basato su un campionamento del coro di In My Mind, canzone di Heather Headley del 2006.

## Video musicale
Il 20 maggio 2021 Minaj ha pubblicato su YouTube un dietro le quinte del video musicale del brano.

## Tracce
Streaming
1. Seeing Green – 5:39

Streaming – Instrumental
1. Seeing Green (Instrumental) – 5:39

## Classifiche
| Classifiche (2021) | Posizione massima |
| ------------------ | ----------------- |
| Canada             | 27                |
| Irlanda            | 54                |
| Regno Unito        | 42                |
| Stati Uniti        | 12                |